# Pixelio
Pixelio.de ist eine kostenlose, webbasierte Bilddatenbank, deren zumeist von Amateur- und Hobbyfotografen erstellten Inhalte von den anderen Mitgliedern den Lizenzbedingungen entsprechend redaktionell und kommerziell genutzt werden können.
Sie enthielt im Oktober 2024 über 495.000 Bilder in 250 Kategorien, die bis Januar 2011 13,9 Millionen Mal heruntergeladen wurden.
Die auf den Server hochgeladenen Bilder werden von Administratoren freigeschaltet, wenn die Qualität den Ansprüchen von pixelio entspricht. Auch muss das Motiv in eine Bilddatenbank passen.
Die Nutzung der Bilder ist entsprechend den vorgegebenen Lizenzbedingungen für „redaktionelle“ Zwecke zulässig und nicht grundsätzlich kostenlos. bei einer Bildverwendung muss auf Pixelio und den Fotografen hingewiesen werden. Veränderungen der Bilder über typische Bildbearbeitung hinaus sind dabei nicht erlaubt. Eine Nutzung in Bildkatalogen oder sog. Merchandising wird ebenfalls ausgeschlossen. 
Auf Pixelio hat sich eine rege Community aktiver Fotografen entwickelt, die die Fotos bewerten und über sie diskutieren. Ende März 2007 wurde die Bilddatenbank aus rechtlichen Gründen von Pixelquelle in Pixelio umbenannt.